# Josef Lund (konstnär)
Josef Augustinius Lund, född 28 augusti 1898 i Stockholm, död 1969, var en svensk målare och tecknare.
Han var son till affärsmannen Oscar Lund och Emma Katarina Gutafsdotter och från 1942 gift med läraren Gurli Wiklander. Lund studerade vid Högre konstindustriella skolan och vid Ollers målarskola i Stockholm 1935-1937 samt under resor till bland annat Amerika, Norge, Danmark och Nederländerna. Separat ställde han ut i Uddevalla och Hedemora. Han medverkade i samlingsutställningar arrangerade av Sveriges allmänna konstförening och Dalarnas konstförening. Hans konst består av stilleben, porträtt, fabulerande sagomotiv, kustmotiv och landskapsmålningar utförda i olja, akvarell eller gouache samt teckningar i tusch. Han komponerade försättsblad och pärmdekor till Hedemorapsalmboken 1946. Lund är representerad vid Göteborgs konstmuseum, Kopparbergs läns landsting och vid skolor i Hedemora och Södertälje.